# Читаб
Читаб — село в Чародинском районе Дагестана. Входит в состав муниципального образования «Сельсовет Дусрахский».

## Географическое положение
Расположено на р. Рисор (бассейн р. Каракойсу), в 24 км к югу от с. Цуриб.

## Население
| 1869 | 1888 | 1895 | 1926 | 1939 | 1970 | 1989 |
| ---- | ---- | ---- | ---- | ---- | ---- | ---- |
| 117  | ↗189 | ↗213 | ↘190 | ↗224 | ↗270 | ↘189 |
| 2002 | 2010 | 2021 |      |      |      |      |
| ↘169 | ↗202 | ↘201 |      |      |      |      |